# Papp Attila (színművész)
Papp Attila (Debrecen, 1988. augusztus 5. –) magyar színész.

## Életpályája
2003-2007 között a debreceni Ady Endre Gimnáziumban tanult. Játszott a Bárka Színházban, a Kolibri Színházban és a Forrás Színháznál is. 2012-2024 között a Soproni Petőfi Színház tagja. 2022-2025 között a Színház- és Filmművészeti Egyetem hallgatója. 2024-től az Újszínház színésze.

## Színházi szerepei

### Soproni Petőfi Színház
- August Strindberg: Julie kisasszony ... Jean
- Andrew Lloyd Webber ‒ Tim Rice ‒ Miklós Tibor: Evita
- Tor Åge Bringsvaerd ‒ Papadimitriu Grigorisz: A Hatalmas Színrabló ... Bohóc (2014)
- Katona Imre: Csíksomlyói magyar passió ... Plútó, Farizeus, Százados
- Weöres Sándor: Holdbeli csónakos ... Vitéz László
- Petőfi Sándor: Tigris és hiéna ... Milutin
- John Steinbeck: Egerek és emberek ... Curley
- Molnár Ferenc: Az üvegcipő ... Plébános, Ajtónálló (2014)
- Voltaire: Candide (2016)
- Bornemisza Péter: Magyar Elektra
- Kollektív alkotás: A zuhanás második pillanata (2021)
- Janne Teller – Németh Ervin: Semmi ... (váltott szereposztásban)
- Carlo Goldoni: Két úr szolgája ... Arlecchino
- Fazekas Mihály ‒ Németh Ervin: Lúdas Matyi (2014)
- Ion Luca Caragiale: Az elveszett levél ... Részeg polgár (2014)
- Nyikolaj Vasziljevics Gogol: A revizor ... Hlesztakov, pétervári hivatalnok (2015)
- Arany János : Toldi
- Kitano Takeshi – Németh Ervin: Csillagbölcső ... Hendrix (motoros)
- Kálmán Imre: Csárdáskirálynő ... Hübner báró (2015)
- Tamási Áron: Énekes madár ... Kömény Móka, fiatal legény (2015)
- Várkonyi Mátyás – Béres Attila: A bábjátékos ... Féligkész bábu (2016)
- Molnár Ferenc: Liliom ... Hugó (2016)
- William Shakespeare: Macbeth ... Malcolm, a fia (2017)
- Frederick Loewe – Alan Jay Lerner: My Fair Lady ... Második csavargó (2017)
- Elton John – Tim Rice: Aida ... Mereb (2018)
- Dés László – Geszti Péter – Békés Pál: A dzsungel könyve ... Maugli (2016)
- Michael Ende: A pokoli puncspancs ... Krakél Karesz, holló (2017)
- Németh Ervin: Mindörökké Júlia ... Petőfi Sándor (2018)
- Eisemann Mihály – Zágon István – Nóti Károly: Hippolyt, a lakáj ... Tóbiás (2017)
- Papp Gyula – Demjén Ferenc – Sárdy Barbara: Ármány & szerelem ... Ferdinánd (2018)
- Ifj. Johann Strauss: Egy éj Velencében ... Enrico tengerésztiszt, Delaqua unokaöccse (2018)
- Arisztophanész: A Gazdagság ... Karion, Kremilosz szolgája (2019)
- ...Tied a világ! ... Ati (2019)
- Demcsák Ottó–Rovó Péter–Szakál Attila: A szving meg a tangó ... Mike Fischer, a csapos (2019)
- Michael Ende- Ács Tamás: A pokoli puncs- pancs ... Maurizio di Mauro, a kandúr (2019)
- Dés László – Nemes István – Böhm György – Korcsmáros György – Horváth Péter: Valahol Európában ... Ficsúr (2019)
- Márai Sándor – Hamvas Béla – Katona Imre: A magány változatai ... Márai Sándor és mások szerepében (2019)
- Lehár Ferenc: A víg özvegy ... Vicomte Cascada (2019)
- Rejtő Jenő – Varga Róbert: Rejtő-kabaré Plusz (2017)
- Henrik Ibsen: Peer Gynt ... Idegen utas, Mister Cotton, Aslak, Fellah, Suhanc, Sörös gyerek, Patás (2019)
- Szarka Gyula: Tücsöklakodalom ... Tücsökvőfély (2020)
- Presser Gábor – Sztevanovity Dusán – Horváth Péter: A padlás ... Rádiós (2020)
- Katona Imre: A zuhanás második pillanata (2021)
- Katona Imre: Isten komédiása ... Ferenc
- Németh László: Széchenyi ... Béla, a fia (2021)
- Szarka Gyula – Szálinger Balázs: Zenta, 1697 ... Laczó Tamás, magyar huszár (2019)
- A XX. század elhallgatott irodalma: Silentio transeo (2021)
- Kövek ... Az egyik fiú (2021)
- Tamási Áron – Szarka Gyula: Ördögölő Józsiás ... Józsiás, Jázmina kérője, majd Tündérország királya (2022)
- Carlo Goldoni: Két úr szolgája ... Arlecchino (2022)
- Katona Imre: Isten komédiása ... Ferenc (2022)
- Bolba Tamás – Szente Vajk – Galambos Attila: Csoportterápia ... Sziszi (2023)
- Fazekas Mihály: Lúdas Matyi ... Lúdas Matyi (2023)